# Otoblastus fuscipennis
Otoblastus fuscipennis là một loài tò vò trong họ Ichneumonidae.